# يوليوس بولسين
يوليوس بولسين (بالدنماركية: Julius Paulsen)‏ هو رسام دنماركي، ولد في 22 أكتوبر 1860 في أودنسه في الدنمارك، وتوفي في 17 فبراير 1940 في كوبنهاغن في الدنمارك.

## معرض صور

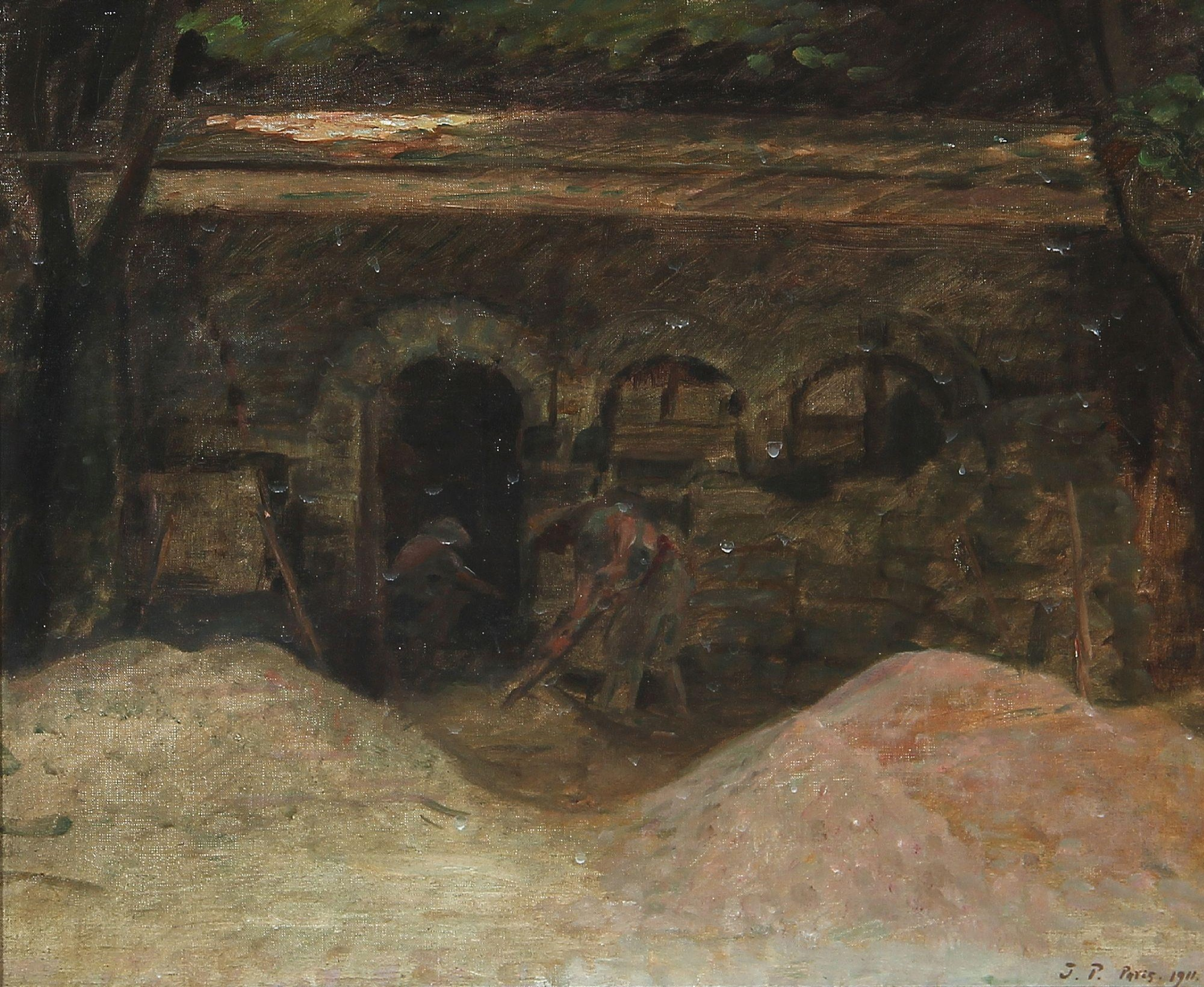
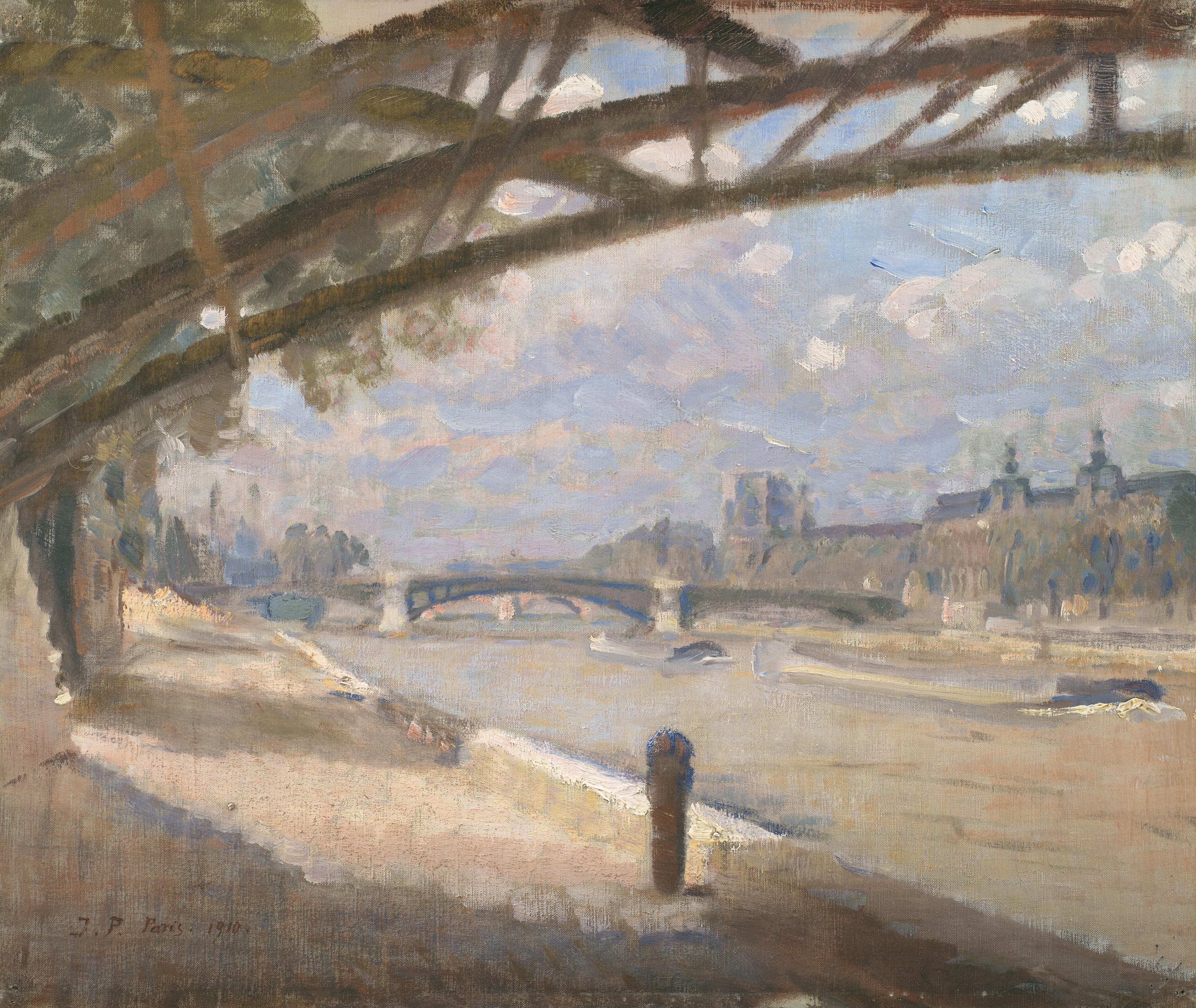
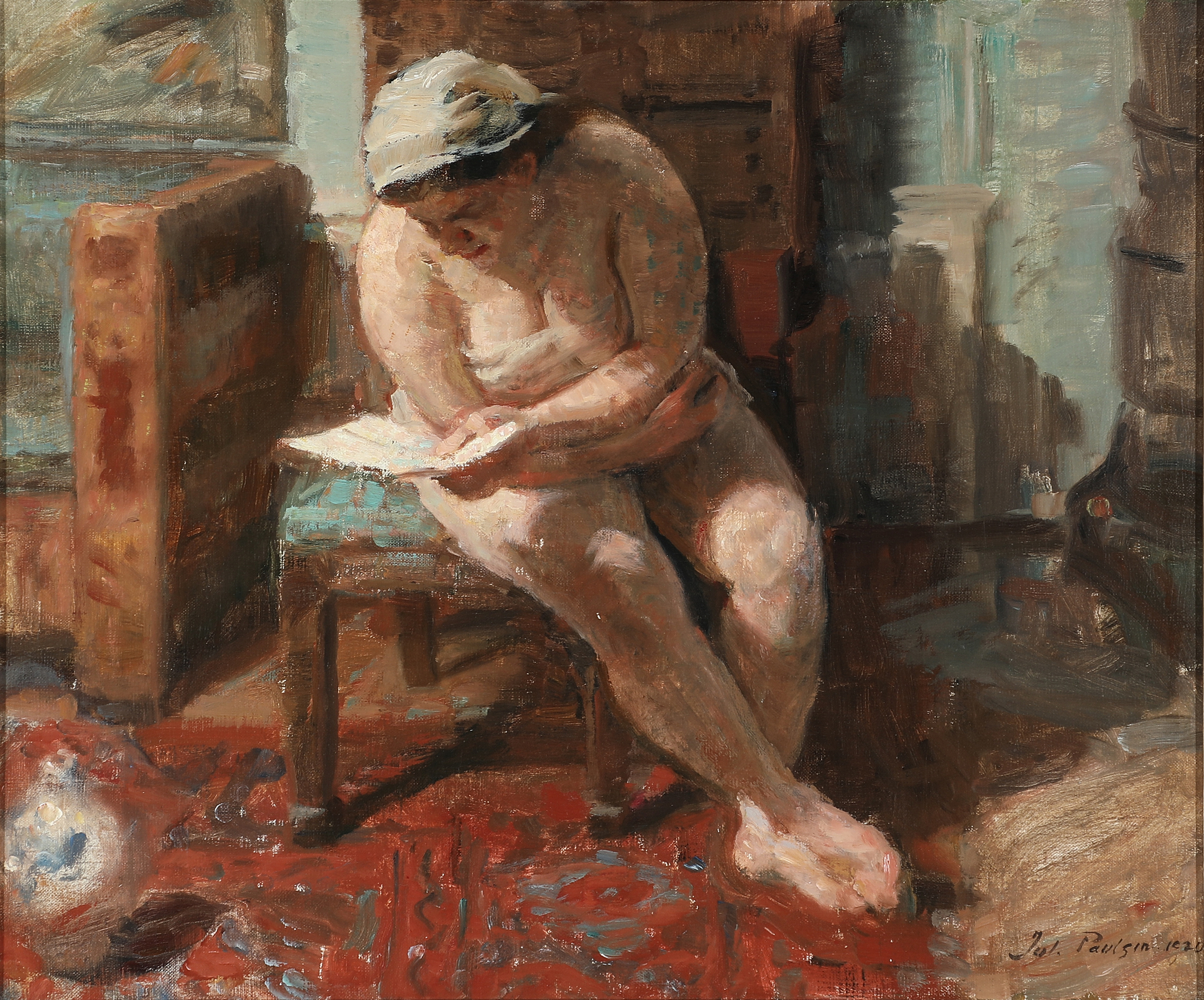

## وصلات خارجية
- يوهان بولسن على موقع أوليمبيديا (الإنجليزية)